# Hans van Steenwinckel de Oude

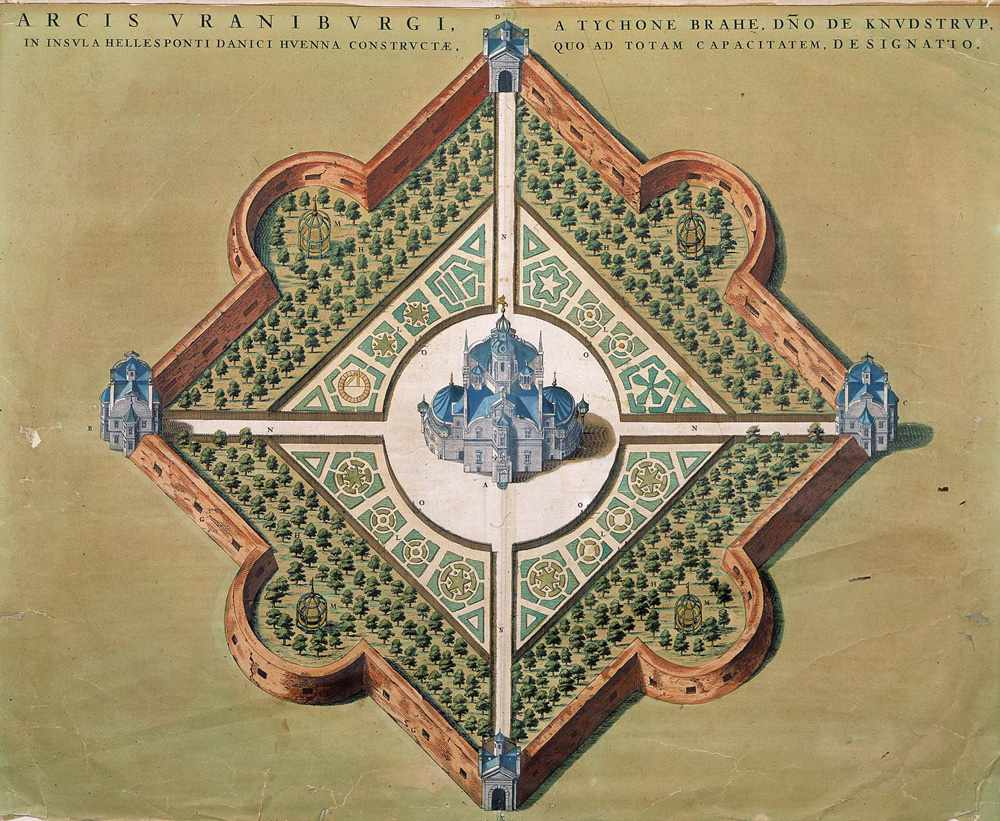
De sterrenwacht Uraniborg (1576–80)

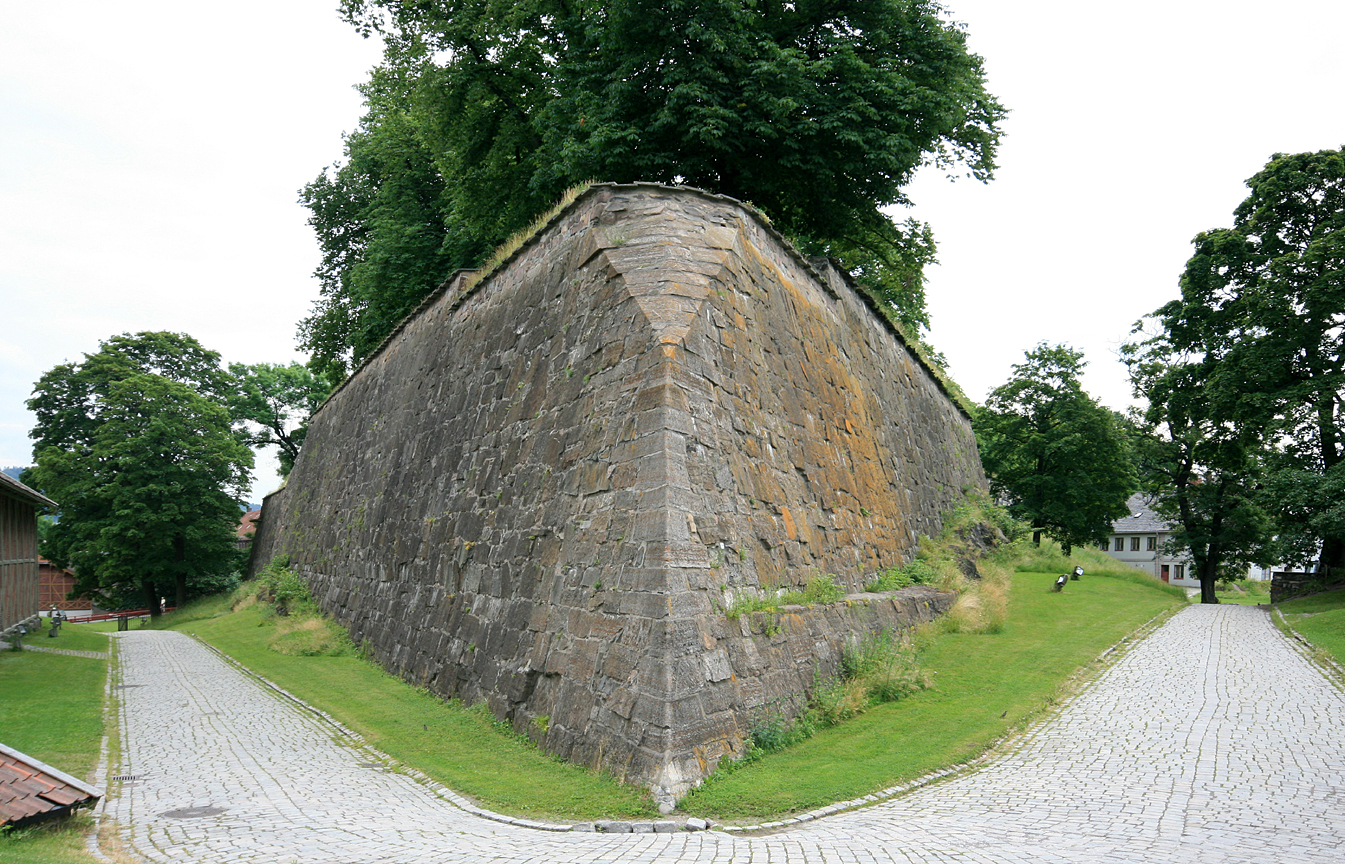
Het bastion Skarpenord in de vesting Akershus in Oslo, gebouwd in 1592-1604 naar ontwerp van Van Steenwinckel

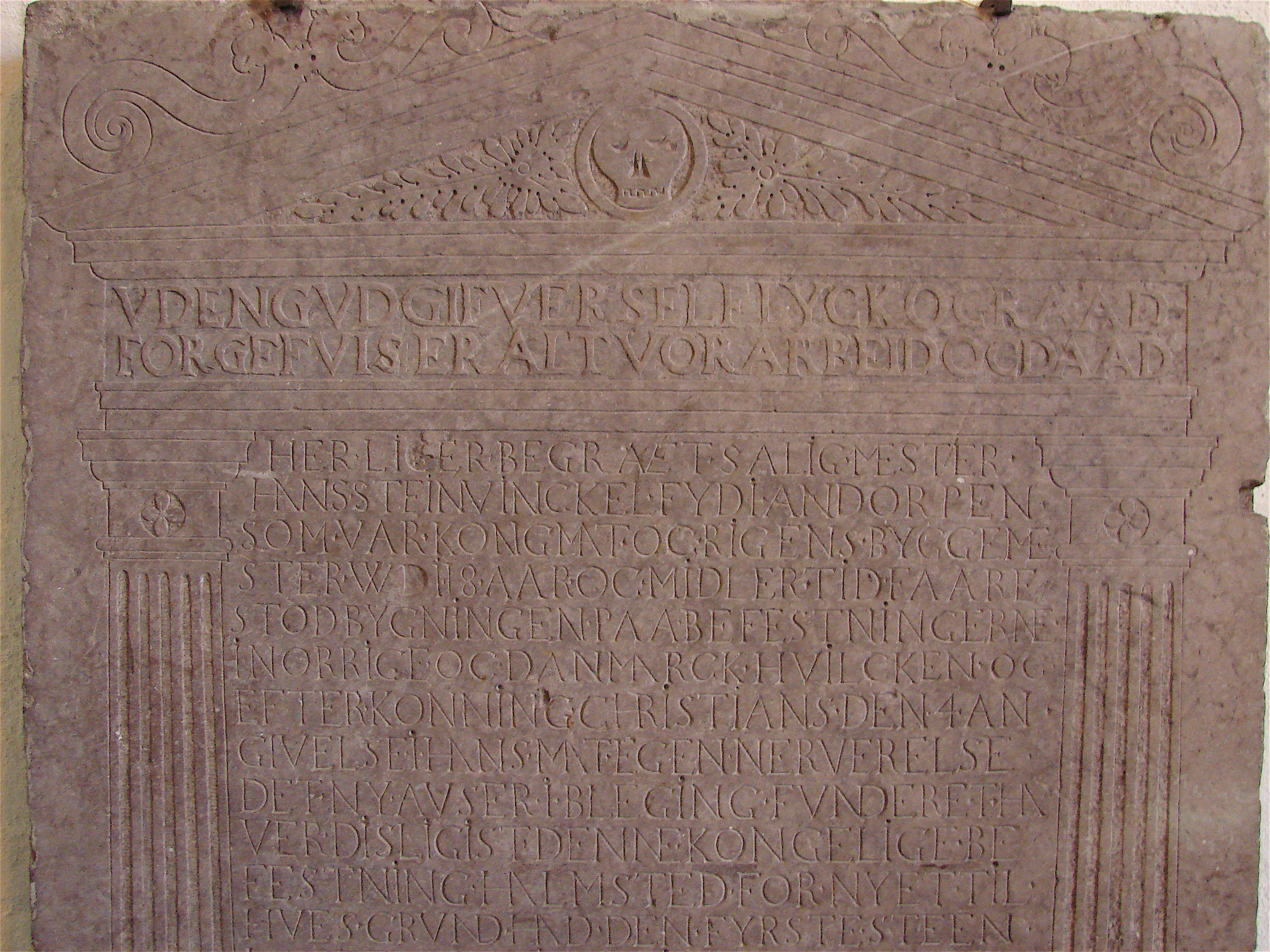
Grafsteen in de Sint-Nicolaaskerk van Halmstad

Hans van Steenwinckel de Oude (Antwerpen, ca. 1550 – Halmstad, 10 mei 1601) was een bouwmeester en beeldhouwer van de renaissance die aan het Deense hof werkte. Van Steenwinckel was de stamvader van een van oorsprong Vlaams kunstenaarsgeslacht dat in de 16e en 17e eeuw in Denemarken werkte. Hij bouwde onder meer de sterrenwacht Uraniborg voor de astronoom Tycho Brahe.

## Biografie
Vanuit zijn geboortestad Antwerpen vluchtte hij op jonge leeftijd met zijn ouders naar Emden, waar zijn vader Laurens van Steenwinckel (ca. 1517-1585) stadsbouwmeester werd en vanaf 1567 aan het (tijdens de Tweede Wereldoorlog verwoeste) raadhuis van Emden werkte. Hans van Steenwinckel was in de leer bij zijn vader, en kreeg in 1574 betaald voor een ontwerp van de toren en het trappenhuis van het raadhuis.
In 1578 reisde hij af naar Denemarken, waarschijnlijk uitgenodigd door de Vlaamse bouwmeester Anthonis van Obbergen, om te assisteren bij de bouw van een nieuw slot Kronborg in Helsingør. Van Steenwinckel werkte ongeveer een jaar aan Kronborg voordat hij, met koninklijke toestemming, naar het eiland Ven vertrok om te werken voor de astronoom Tycho Brahe. Van Steenwickel werkte waarschijnlijk aan beide sterrenwachten op Ven, Uraniborg en Stjerneborg. Vanaf 1585 woonde en werkte Van Steenwinckel in de hoofdstad Kopenhagen, hoewel hij tot 1590 herhaaldelijk terugkeerde naar Ven. Hij studeerde theoretische renaissance-architectuur en kreeg onderwijs van Brahe in astronomie en geometrie.
In 1582 werd hij benoemd tot hofbouwmeester. In de jaren 1580 ontwierp hij de kerk van Slangerup. Hij werkte ook aan een aantal kerken in Kopenhagen, waaronder de Sint-Petruskerk, en mogelijk ook de kerktoren van de Heilige Geestkerk. Daarnaast bouwde en herbouwde Hans van Steenwinckel een reeks landhuizen in Denemarken, waaronder Berritzgaard, Näsbyholm en Orebygård.
In 1588 benoemde de nieuwe koning Christiaan IV van Denemarken hem tot nationaal bouwmeester. Hierna werkte hij voornamelijk aan de modernisering van vestingwerken in Denemarken (waaronder een deel van het huidige Zweden) en Noorwegen. Hij moderniseerde de vestingen Bohus en Akershus en de vestingwerken van Halmstad en Varberg. Ook ontwierp hij de nieuwe stad Cristianopel. Hij stierf in Halmstad in 1601 en werd begraven in de Sint-Nicolaaskerk in die plaats. Op zijn grafsteen staat vermeld dat hij het trotst was op zijn werk aan de vestingwerken van Halmstad.
Van Steenwinckel trouwde met de Deense Inger Pedersdatter (gestorven na 1630). Zijn zoons Lorenz van Steenwinckel (1585-1619), Hans van Steenwinckel de Jonge (1587-1639) en Morten van Steenwinckel (1595-1646) volgden in zijn voetsporen en werden bouwmeesters in Denemarken.

## Bouwwerken
- De sterrenwachten Uraniborg (1576–80) en Stjerneborg (1584)
- Verschillende landhuizen, waaronder Näsbyholm, Berritzgaard (1586) en Orebygaard (1578–1587)
- Het koninklijke lustoord Lundehave, later vervangen door slot Marienlyst (1587)
- De kerk van Slangerup (1588)
- Vestingwerken, waaronder Bohus, Akershus, Halmstad en Varberg (1588-)
- De nieuwe stad Christianopel (1599)

- Bibsys: 90798357
- Gemeinsame Normdatei: 139941959
- International Standard Name Identifier: 0000 0003 6059 5731
- KulturNav: 31bb2c8b-15e4-41dc-9ac7-fd11b8688481
- Nederlandse Thesaurus van Auteursnamen: 243217358
- RKD-Nederlands Instituut voor Kunstgeschiedenis: 459331
- Union List of Artist Names: 500017909
- Virtual International Authority File: 222038895
- WorldCat: E39PBJcGjx4yFGwkrWyYjFDH4q